# Angelika Kern-Bader
Angelika Kern-Bader (* 31. August 1952 in Emmendingen als Angelika Kern) ist eine ehemalige deutsche Kunstturnerin. Als ihre Paradedisziplin galt der Schwebebalken.

## Leben und Karriere
Die Turnerin startete für den TuS Teningen, gewann 1967 die deutsche Jugend-Mannschaftsmeisterschaft und wurde fünf Mal Deutsche Meisterin:
- 1968: Schwebebalken
- 1969: Mehrkampf, Schwebebalken, Boden
- 1970: Mehrkampf

Die 158 cm große Kern nahm an den Olympischen Sommerspielen 1968 in Mexiko-Stadt sowie an den Olympischen Sommerspielen 1972 in München teil. 1968 erturnte Kern im Mehrkampf den 43. Rang (39. Stufenbarren, 46. Sprung, 52. Schwebebalken, 54. Boden), im Mannschaftsmehrkampf erreichte sie mit dem westdeutschen Team den neunten Platz. Vier Jahre später kam Kern im Einzelmehrkampf auf Rang 48 (35. Schwebebalken, 47. Boden, 49. Stufenbarren, 61. Sprung), mit der westdeutschen Mannschaft wurde sie Achte.
Kern-Bader praktiziert als Allgemeinmedizinerin in Morbach im Hunsrück. Sie hat vier Kinder, ihre 1983 geborene Tochter Anna Bader ist Klippen- und Wasserspringerin.